# گرین اسپرینگ (کنتاکی)
گرین اسپرینگ (به انگلیسی: Green Spring) شهری در ایالت کنتاکی کشور ایالات متحده آمریکا است که جمعیت آن در سرشماری سال ۲۰۱۰ میلادی، ۷۱۵ نفر بوده‌است.